# Опыты Георгия Шапошникова по искусственной эволюции

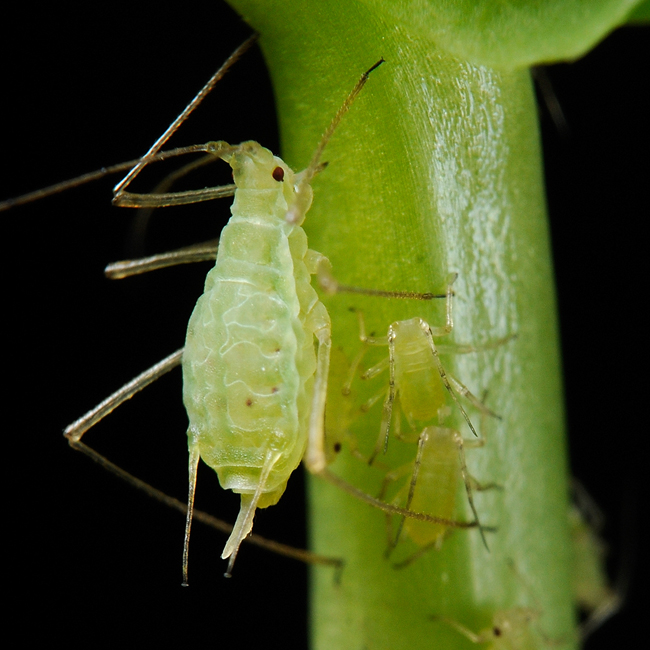
Тля из подсемейства Aphidinae

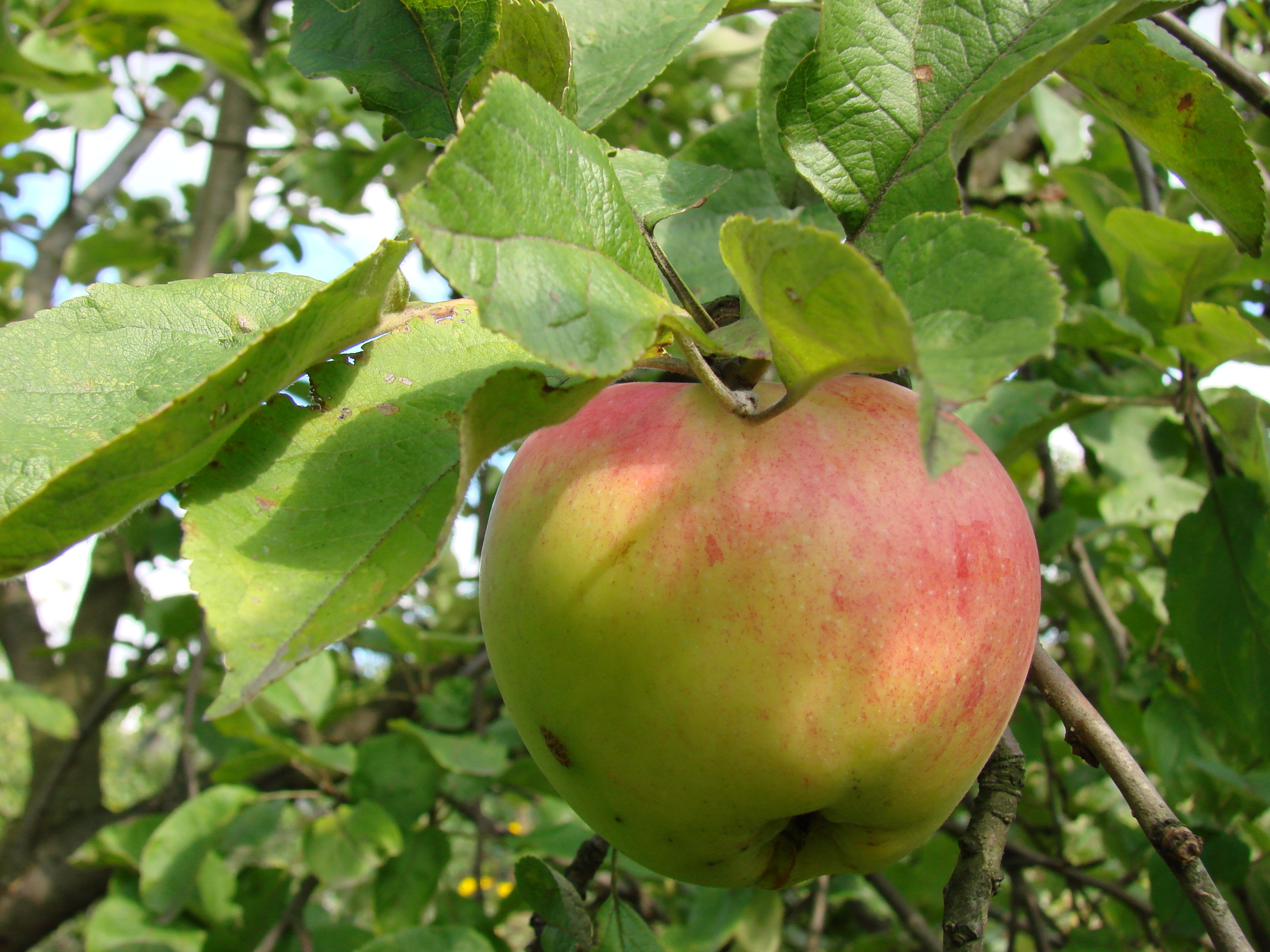
Яблоня Malus domestica, первичное кормовое растение

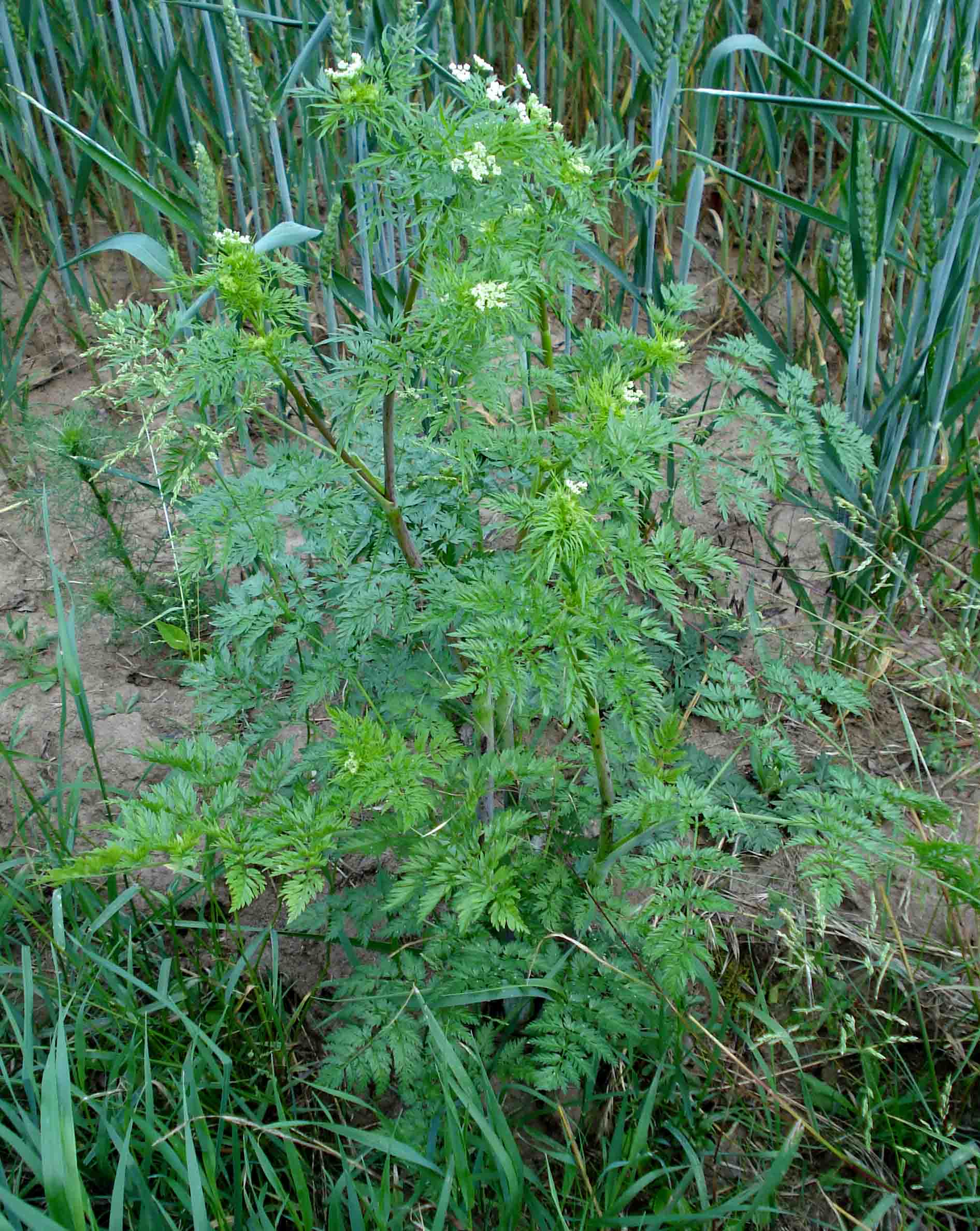
Бутень клубневидный Chaerophyllum bulbosum, одно из вторичных кормовых растений

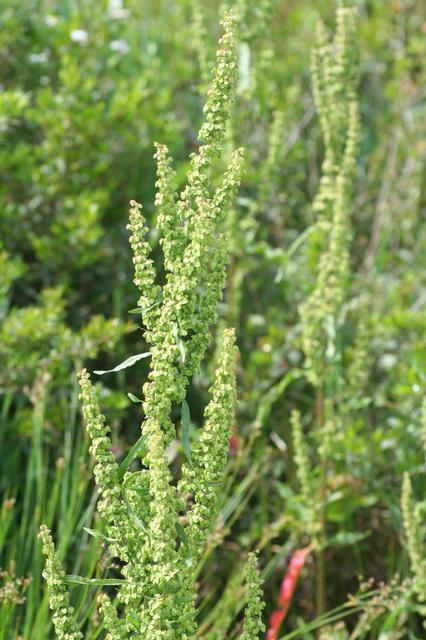
Щавель курчавый Rumex crispus, одно из вторичных кормовых растений

Опыты Георгия Шапошникова по искусственной эволюции — серия опытов, проведённых в конце 1950-х — начале 1960-х годов советским биологом Георгием Христофоровичем Шапошниковым, в процессе которых проводилась смена кормовых растений у различных видов тлей. Во время опытов впервые наблюдалась репродуктивная изоляция использованных в эксперименте особей от исходной популяции, что свидетельствует об образовании нового вида.

## Биологические основы опытов
Большинство тлей чрезвычайно специфичны к выбору хозяина (кормового растения) и обитают на растениях только одного рода и даже одного вида. По большей части это определяется их пищевой специализацией, хотя иногда имеет значение строение ног и хоботка, приспособленные к определённому типу поверхности. Тем не менее, среди тлей время от времени происходит смена кормового растения, сопровождаемая долгим периодом пищевой адаптации. Г. Х. Шапошников стал одним из первых биологов, который экспериментально изучил этот процесс.
В 1940-х и 1950-х годах пищевую адаптацию тлей исследовали И. В. Кожанчиков, Е. С. Смирнов и З. Ф. Чувахина, однако они не довели опыты до логического завершения, проследив лишь небольшое количество поколений.

## Методика исследования
Шапошников исследовал адаптацию при смене кормового растения для тлей подрода Dysaphis CB, s. str. Опыты проводились в 1954—1957 годах на хуторе Шунтук в районе Майкопа и в 1958 году в Ленинграде.
Первичными кормовыми растениями для всех видов тлей были яблони Malus orientalis Uglitz. и Malus domestica Borkh. В то же время в районе Майкопа тли могут мигрировать, приобретая вторичного хозяина, указанного в таблице.
Миграции различных видов тлей в районе Майкопа
| Виды и подвиды тлей                           | Вторичное кормовое растение                                                         |
| --------------------------------------------- | ----------------------------------------------------------------------------------- |
| Dysaphis anthrisci majkopica Shap., subsp. n. | Купырь Anthriscus nemorosa M.B.                                                     |
| Dysaphis anthrisci chaerophyllina Shap.       | Бутень Chaerophyllum muculatum Willd.                                               |
| Dysaphis brachycyclica Shap., sp. n.          | Бутень Chaerophyllum bulbosum L.                                                    |
| Dysaphis radicola Mordv.                      | Щавель Rumex obtusifolius L. Щавель Rumex crispus L. Щавель Rumex stenophyllus Ldb. |

Несмотря на то, что в литературе описаны случаи миграции тлей на чужеродные растения, Г. Шапошниковым в районе Майкопа ни одного подобного случая не обнаружено.
В отличие от опытов Е. С. Смирнова и З. Ф. Чувахиной, которые применяли посуточное чередование старого и нового хозяина, Шапошников использовал поиск случайных благоприятных сочетаний паразита и кормового растения. Во всех опытах использовались чистые клоны, произведённые партеногенетически от одной самки. В каждом случае формировалась популяция из 10 самок-клонов, которым предоставлялся выбор из нескольких вторичных хозяев, растущих в одном вазоне. Растения брались с разных станций, отличных по почвенным и климатическим условиям.
Клоны, потомки которых лучше всего прижились на новом кормовом растении, были в качестве контрольной группы размножены на 2—3 старых хозяевах и 3—10 новых.

## Совместимость с новыми хозяевами
Без адаптации участвовавшие в опытах насекомые были в разной степени совместимы с новыми кормовыми растениями. Во всех опытах Dysaphis anthrisci chaerophyllina могли питаться и размножаться на Chaerophyllum bulbosum, но только в 9 % опытов они питались и в 4 % размножались на Anthriscus. Dysaphis anthrisci majkopica вообще не размножалась и только в 6 % опытов могли питаться на Chaerophyllum maculatum.
Совместимость (%) тлей с новыми кормовыми растениями
| Кормовое растение       | Dysaphis anthrisci majkopica | Dysaphis anthrisci majkopica | Dysaphis anthrisci chaerophyllina | Dysaphis anthrisci chaerophyllina |
| Кормовое растение       | питались                     | размно- жались               | питались                          | размно- жались                    |
| ----------------------- | ---------------------------- | ---------------------------- | --------------------------------- | --------------------------------- |
| Chaerophyllum bulbosum  | 40                           | 33                           | 100                               | 100                               |
| Rumex                   | 15                           | 8                            | 35                                | 30                                |
| Chaerophyllum maculatum | 6                            | 0                            | вторичный хозяин                  | вторичный хозяин                  |
| Anthriscus              | вторичный хозяин             | вторичный хозяин             | 9                                 | 4                                 |

## Адаптация к новым хозяевам

### Dysaphis anthrisci chaerophyllina
В опытах с Dysaphis anthrisci chaerophyllina тли для формирования контрольной группы были пересажены на Chaerophyllum maculatum (вторичный хозяин), где прижились и до осени 1958 года дали на этом растении 47 поколений. Из контрольной группы насекомые пересаживались на новое кормовое растение (Chaerophyllum bulbosum), где также прижились, хотя до 8-го поколения их жизнедеятельность была неустойчивой из-за резких колебаний смертности.
В некоторых поколениях тли пересаживались с Chaerophyllum bulbosum обратно на вторичного хозяина Chaerophyllum maculatum, где нормально приживались.
Таким образом, тли Dysaphis anthrisci chaerophyllina в течение 4 поколений на новом хозяине (Chaerophyllum bulbosum) вполне освоили его, однако даже после 8 поколений не потеряли способность жить на старом хозяине (Chaerophyllum maculatum).

### Dysaphis anthrisci majkopica

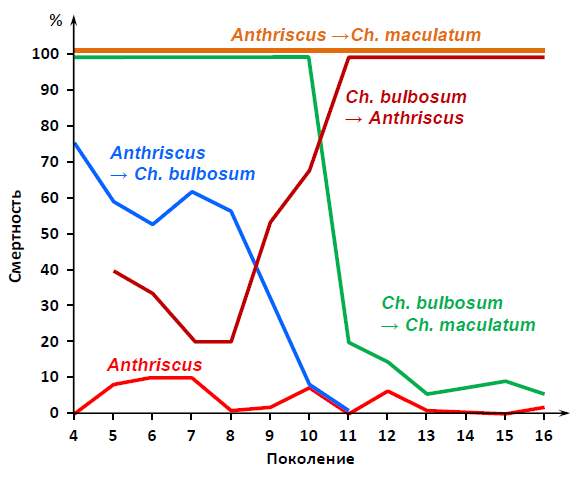
Смертность личинок тлей Dysaphis anthrisci majkopica при пересадке на различные кормовые растения

Пересадка Dysaphis anthrisci majkopica на Chaerophyllum maculatum происходила более сложным путём, поскольку на этом растении D. anthrisci majkopica без адаптации не способна размножаться. Первоначально насекомые были пересажены на малопригодное для них кормовое растение Chaerophyllum bulbosum, которое выполняло роль посредника. Затем насекомые, прижившиеся на Ch. bulbosum, пересаживались на Ch. maculatum.
Для формирования контрольной группы тли были пересажены на Anthriscus (вторичный хозяин), где прижились и размножались до осени 1958 года. С Anthriscus насекомые были пересажены на Ch. bulbosum. До 7-го поколения наблюдались резкие колебания плодовитости и смертности, однако начиная с 8-го поколения жизнедеятельность стабилизировались. На Ch. bulbosum тли прожили 11 поколений, до окончания жизненного цикла этих однолетних растений.
Начиная с 3—5 поколений тли с Chaerophyllum bulbosum регулярно пересаживались на Anthriscus. Начиная с 8-го поколения они потеряли способность питаться и размножаться на старом кормовом растении.
Пересадки D. anthrisci majkopica с Ch. bulbosum на Ch. maculatum показали, что в 8—9 поколениях тли получили способность питаться, а с 10—11 поколений нормально размножаться на ранее совершенно непригодном кормовом растении. Тли 10—11 поколений с Ch. bulbosum были пересажены на Ch. maculatum, где более года нормально жили и размножались.
Все попытки перевести D. anthrisci majkopica на Chaerophyllum maculatum непосредственно с Anthriscus потерпели неудачу за исключением одного случая, когда в 1958 году одна из 30 личинок 48-го поколения прижилась на Ch. maculatum. Было отмечено, что тли, воспитывавшиеся в Ленинграде в условиях, далёких от естественных, лучше приживались на чужеродных растениях.
Таким образом, тли Dysaphis anthrisci majkopica после 8 поколений адаптации к малопригодному Chaerophyllum bulbosum потеряли способность жить на старом хозяине (Anthriscus), но приобрели способность жить на новом, ранее совершенно непригодном Ch. maculatum.

## Интенсивность естественного отбора
Средняя смертность личинок тлей на первичном кормовом растении была невелика, хотя для Anthriscus была ниже, что объясняется более высоким содержанием небелкового азота. Во время периода адаптации к новому кормовому растению смертность увеличивалась в десятки раз и в некоторых случаях достигала 100 %. По окончании периода адаптации смертность снижалась к уровню, характерному для видов, изначально специализировавшихся на данном растении.
Таким образом, естественный отбор интенсифицируется в период адаптации, в привычных же условиях он действует очень слабо. Процесс эволюции представляет собой чередование кратковременных периодов быстрых изменений с периодами относительного покоя и стабилизации.
Средняя смертность личинок (%) при воспитании на разных растениях
| Период                         | Dysaphis anthrisci majkopica (клон 0197) | Dysaphis anthrisci majkopica (клон 0197) | Dysaphis anthrisci majkopica (клон 0197) | Dysaphis anthrisci majkopica (клон 0197) | Dysaphis anthrisci chaerophyllina (клон 0203) | Dysaphis anthrisci chaerophyllina (клон 0203) | Dysaphis anthrisci chaerophyllina (клон 0203) |
| Период                         | Поко- ления                              | Anthriscus (контроль)                    | Chaerophyllum bulbosum                   | Chaerophyllum maculatum                  | Поко- ления                                   | Chaerophyllum maculatum (контроль)            | Chaerophyllum bulbosum                        |
| ------------------------------ | ---------------------------------------- | ---------------------------------------- | ---------------------------------------- | ---------------------------------------- | --------------------------------------------- | --------------------------------------------- | --------------------------------------------- |
| Период освоения нового хозяина | 4—8                                      | 6,0                                      | 60,4                                     | 100,0                                    | 5—8                                           | 22,5                                          | 63,8                                          |
| Первый период после освоения   | 9—11                                     | 6,2                                      | 5,0                                      | 20,0                                     | 9—10                                          | 13,2                                          | 18,6                                          |
| Последующий период воспитания  | 12—47                                    | 5,1                                      | —                                        | 12,1                                     | 12—47                                         | 12,2                                          | —                                             |

У Dysaphis anthrisci chaerophyllina адаптация шла в направлении использования нового, но пригодного корма. В результате интенсивность отбора была невелика, соответственно невелика была и глубина адаптации: освоив новое кормовое растение, тли не потеряли способность жить на старом. Адаптации такого уровня до Шапошникова исследовали Смирнов и Чувахина на примере оранжерейной тли Neomyzus circumflexus и Кожанчиков на примере листоедов Gastroidea viridula и Galerucella lineola.
У Dysaphis anthrisci majkopica шёл процесс освоения нового, ранее малопригодного корма. Интенсивность естественного отбора была чрезвычайно высока. В результате произошла глубокая адаптация, в процессе которой тли потеряли способность жить на старом кормовом растении.

## Репродуктивная изоляция

### Жизненный цикл тлей родаDysaphis
Тли рода Dysaphis двудомны. На своём первичном хозяине (яблоне) они зимуют в виде яиц. Весной из яйца появляется самка-основательница и производит крылатых мигрантов, которые перелетают на вторичного хозяина — зонтичное растение. До осени мигранты размножаются путём партеногенеза и живорождения.
Осенью на вторичном кормовом растении появляются ремигранты — самцы и т. н. полоноски, которые возвращаются к первичному хозяину.
Здесь полоноски рождают бескрылых нормальных (амфигонных) самок, которые спариваются с самцами и откладывают в трещины коры зимующие яйца.

### Опыты по скрещиванию
В опытах по скрещиванию участвовали три популяции, перечисленные в таблице:
| Условное обозначение | Подвид                            | Кормовое растение       | Примечание |
| -------------------- | --------------------------------- | ----------------------- | --- |
| m                    | Dysaphis anthrisci majkopica      | Anthriscus              | Контрольная группа. Часть потомков самки-основательницы Dysaphis anthrisci majkopica, выращенные на вторичном хозяине — купыре Anthriscus nemorosa M.B. |
| n                    | Dysaphis anthrisci majkopica      | Chaerophyllum muculatum | Часть потомков самки-основательницы Dysaphis anthrisci majkopica, выращенные на новом малопригодном хозяине (бутне Chaerophyllum bulbosum L.) и адаптировавшиеся там в течение 8 поколений, затем пересаженные на ранее непригодное для них растение — бутень Chaerophyllum maculatum Willd. и размножавшиеся там в течение многих поколений. |
| c                    | Dysaphis anthrisci chaerophyllina | Chaerophyllum muculatum | Часть потомков самки-основательницы Dysaphis anthrisci chaerophyllina Shap., выращенные на вторичном хозяине — бутне Chaerophyllum muculatum Willd. |

В опытах по скрещиванию нормальные самки одной формы скрещивались с самцами другой формы. Скрещивание производилось в прозрачных изоляторах, накрытых сетчатой тканью (мельничным газом). Кладка производилась либо в трещины коры (если спаривание происходило на яблоне), либо на кусочки бумаги, подкладываемые в изоляторы. Яйца зимовали в холодильнике, и весной из жизнеспособных яиц выходили самки-основательницы. Жизнеспособные яйца заметно отличались по внешнему виду — они были чёрными и блестящими в отличие от матовых, не чёрной окраски и часто сморщенных нежизнеспособных яиц.
Результаты скрещиваний (в просторных изоляторах на яблонях)
| Самцы                          | m     | m   | m   | n    | n     | n     | c   | c    | c     |
| Самки                          | m     | n   | c   | m    | n     | c     | m   | n    | c     |
| ------------------------------ | ----- | --- | --- | ---- | ----- | ----- | --- | ---- | ----- |
| Среднее число яиц на 100 самок | 118,4 | 0,0 | 0,0 | 12,1 | 173,6 | 208,7 | 4,7 | 97,5 | 115,0 |
| — из них жизнеспособных        | 45,8  | 0,0 | 0,0 | 3,7  | 121,8 | 178,7 | 1,1 | 39,2 | 77,5  |

Опыты по скрещиванию показали, что
- Между Dysaphis anthrisci majkopica (m) и Dysaphis anthrisci chaerophyllina (c) существует практически полная репродуктивная изоляция. При скрещивании m×c (самцы m × самки c) жизнеспособные яйца вообще не появляются, а при скрещивании c×m — в среднем 1 жизнеспособное яйцо на 100 самок.
- После адаптации Dysaphis anthrisci majkopica (n) на ранее непригодном для него кормовом растении Chaerophyllum maculatum возникает практически полная репродуктивная изоляция с исходными видом Dysaphis anthriscimajkopica (m). При скрещивании m×n жизнеспособные яйца вообще не появляются, а при скрещивании n×m — не более 4 жизнеспособных яиц на 100 самок.
- У насекомых Dysaphis anthrisci majkopica (n), адаптировавшихся к Chaerophyllum maculatum возникает репродуктивная совместимость с аборигенным для этого растения подвидом Dysaphis anthrisci chaerophyllina (c). Скрещивание n×с по числу жизнеспособных яиц значительно превышает скрещивания с×с, n×n и m×m, однако скрещивание c×n уступает по этому критерию трём последним, что свидетельствует об определённой остаточной несовместимости.

## Интерпретация результатов
Опыты Шапошникова вызвали сенсацию в среде советских биологов, хотя и остались практически неизвестными за рубежом, поскольку были опубликованы в русскоязычной периодике. Образование нового вида в течение нескольких поколений и в сроки, измеряемые месяцами, было явлением беспрецедентным.
Сам Шапошников выдвинул три возможных объяснения этому феномену, и все три признал чрезвычайно маловероятными:
- Вид n появился в результате проявления рецессивных признаков изначально гетерозиготных особей вида m: это объяснение маловероятно, поскольку размножение тлей в период адаптации происходило партеногенетически без скрещивания разнополых особей.
- Вид n является длительной модификацией[9] m: это объяснение Шапошников отвергает, поскольку превращение m в n оказалось необратимым.
- Вид n явился результатом повторения (ресинтеза) эволюционного пути, который ранее привёл m в с: это объяснение Шапошников находит неправдоподобным, поскольку оно противоречит представлениям о необратимости эволюции.

В результате Шапошников не находит объяснения беспрецедентным результатам своих опытов, высказав лишь предположение, что виды c и n возникли из вида m в результате раскрытия неких «эволюционных потенций», изначально присутствовавших у вида m. На основании этого Шапошников классифицирует m, n и с как полувиды (не полностью сформировавшиеся виды), несмотря на наличие у них всех формальных признаков самостоятельных видов.
По мнению известного палеоботаника С. В. Мейена, опыты Шапошникова поставили под сомнение одну из концепций эволюционной теории — отсутствие соматической индукции (наследования приобретённых признаков). По этой причине они официально замалчивались и со временем оказались преданы забвению.
А. П. Расницин полагает, что быстрые эволюционные изменения в опытах Шапошникова связаны с ужесточением отбора только по одному признаку (непривычное питание) с одновременным ослаблением его по всем остальным (хищники, паразиты, болезни, неблагоприятные погодные условия). Аналогичные изменения наблюдаются у популяций, заселяющих обособленные территории (удалённые острова, озёра), где отсутствует конкуренция со стороны других видов.